# Hirpicium
Hirpicium Cass., 1820 è un genere di piante angiosperme dicotiledoni della famiglia delle Asteraceae.

## Descrizione

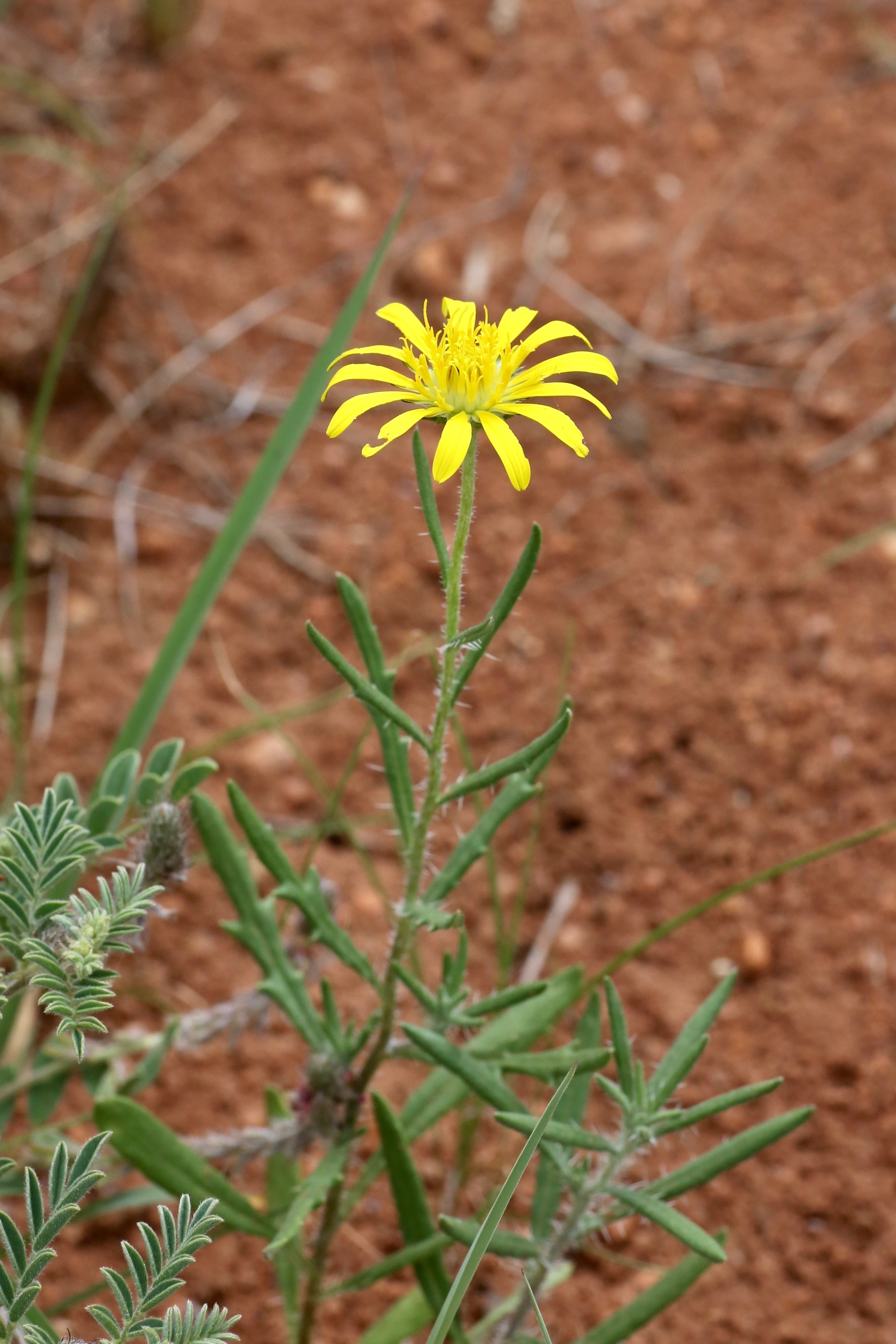
Il portamento
Hirpicium bechuanense

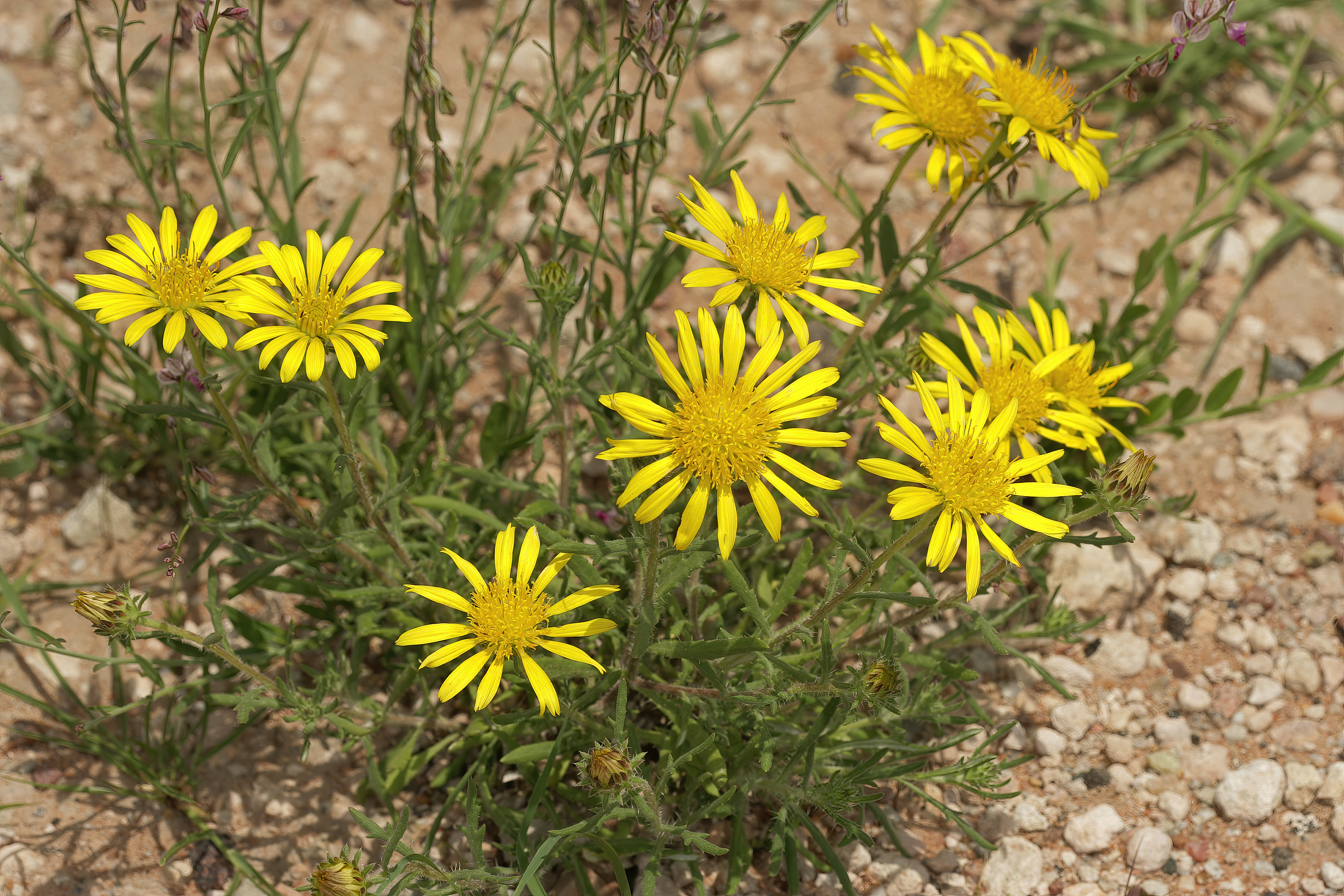
Infiorescenza
Hirpicium bechuanense

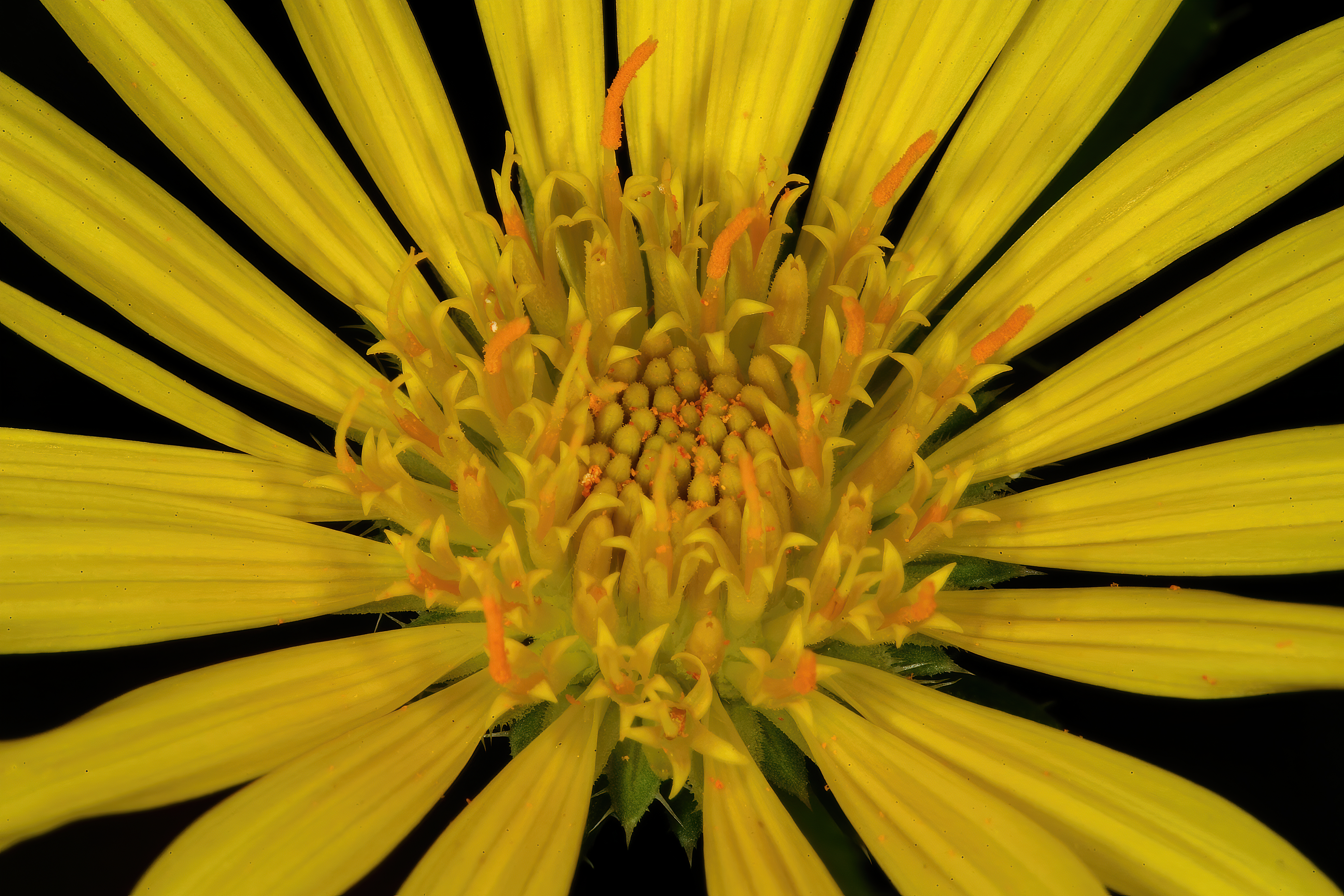
Hirpicium bechuanense

Le specie di questo genere hanno un portamento erbaceo annuale o perenne arbustivo o subarbustivo con organi interni contenenti quasi sempre latice. In genere sono molto ramificate.
Le foglie lungo il caule sono disposte in modo alterno e sono ricoperte di peli anche lanosi (spesso questi sono disposti in striature longitudinali). La lamina può essere intera oppure da dentata a pennatosetta. I segmenti possono essere mucronati e revoluti ai margini.
Le infiorescenze sono composte da capolini eterogami e solitari.  I capolini di tipo radiato (raramente di tipo discoide), sono formati da un involucro  composto da brattee (o squame) disposte su più serie all'interno delle quali un ricettacolo fa da base ai fiori tubulosi (quelli centrali o del disco) e ligulati (quelli periferici e radianti). L'involucro può essere campanulato o obconico. Le brattee sono connate alla base e a consistenza fogliacea e margini cigliati. Il ricettacolo è alveolato e piatto; in alcuni casi incomincia a lignificarsi all'antesi.
I fiori sono tetra-ciclici (ossia sono presenti 4 verticilli: calice – corolla – androceo – gineceo) e pentameri (ogni verticillo ha in genere 5 elementi). I fiori sono inoltre ermafroditi (quelli del disco) e sterili o neutri (quelli periferici); quest'ultimi sono uniseriati.
- Formula fiorale:

*/x K {\displaystyle \infty }, [C (5), A (5)], G 2 (infero), achenio
- Calice: i sepali del calice sono ridotti ad una coroncina di squame.

- Corolla: le corolle dei fiori del raggio hanno delle ligule raggianti che terminano con 4 denti o lobi; i lobi in genere sono sclerificati sui margini o lungo le venature. I lobi dei fiori del disco centrale sono ispessiti e possono avere dei peli simili a spine.

- Androceo: gli stami sono 5 con filamenti liberi e distinti, mentre le antere sagittate sono saldate in un manicotto (o tubo) circondante lo stilo. L'appendice apicale delle antere varia da corta a lunga, normalmente è acuta e frangiata;  le teche sono speronate con o senza coda. L'endotecio normalmente è privo di pareti laterali ispessite, possono essere presenti alcune cellule polarizzate. Il polline può avere varie forme ma generalmente è sferico.

- Gineceo: lo stilo è filiforme, mentre gli stigmi dello stilo sono due divergenti. L'ovario è infero uniloculare formato da 2 carpelli. Gli stili sono claviformi e alla base della biforcazione stigmatica è presente un anello peloso; nella parte superiore possono essere leggermente ispessiti.

Il frutto è un achenio con pappo. Gli acheni, con forme da obconiche a spiralate, sono costoluti e dorsoventralmente asimmetrici; il pericarpo si presenta con una subepidermide sclerificata su 1 - 2 strati di cellule rotondeggianti. Il pappo è costituito da due distinte serie di ampie squame (10 + 10), quelle esterne sono più lunghe di quelle interne; la riga interna a volte è assente.

## Biologia
- Impollinazione: l'impollinazione avviene tramite insetti (impollinazione entomogama tramite farfalle diurne e notturne).
- Riproduzione: la fecondazione avviene fondamentalmente tramite l'impollinazione dei fiori (vedi sopra).
- Dispersione: i semi (gli acheni) cadendo a terra sono successivamente dispersi soprattutto da insetti tipo formiche (disseminazione mirmecoria). In questo tipo di piante avviene anche un altro tipo di dispersione: zoocoria. Infatti le brattee dell'involucro possono agganciarsi ai peli degli animali di passaggio disperdendo così anche su lunghe distanze i semi della pianta.

## Distribuzione e habitat
La distribuzione delle piante di questa specie è relativa alla costa orientale dell'Africa dal Sud fino all'Etiopia.

## Tassonomia
La famiglia di appartenenza di questa voce (Asteraceae o Compositae, nomen conservandum) probabilmente originaria del Sud America, è la più numerosa del mondo vegetale, comprende oltre 23.000 specie distribuite su 1.535 generi, oppure 22.750 specie e 1.530 generi secondo altre fonti (una delle checklist più aggiornata elenca fino a 1.679 generi). La famiglia attualmente (2021) è divisa in 16 sottofamiglie.

### Filogenesi
Le piante di questa voce appartengono alla sottotribù Gorteriinae (tribù Arctotideae) della sottofamiglia Vernonioideae. Questa assegnazione è stata fatta solo ultimamente in base ad analisi di tipo filogenetico sul DNA delle piante. Precedenti classificazioni descrivevano queste piante nella sottofamiglia Cichorioideae.
Da un punto di vista filogenetico (secondo la classificazione APG) la sottotribù è suddivisa in due cladi: un primo clade ("A") con i generi Gazania, Hirpicium e Gorteria, caratterizzato dai peli delle foglie disposti in striature longitudinali e le appendici apicali delle antere frangiate; un secondo clade ("B") con a capo il genere Berkheya (comprende anche i generi Didelta, Cullumia, Cuspidia e Heterorhachis).
Il genere di questa voce è parafiletico; in particolare mentre il gruppo di Hirpicium st.s. è suddiviso in due cladi monofiletici, una terza parte è nidificata all'interno del genere Gorteria.
Un recente studio per risolvere la parafilia di questo genere propone la seguente soluzione: per i due cladi indipendenti di Hirpicium due nuovi generi: Berkheyopsis O. Hoffm. e Roessleria Stångb. & Anderb.. Il nome Hirpicium (ora un sottogenere) rimane così circoscritto per il gruppo di specie nidificate all'interno del genere Gorteria. Quindi il "Clade A" viene così modificato:
|  | Gazania |
|  | |
|  | \| \| Berkheyopsis (con Hirpicium echinus e altre specie) \| \| \| \| \| \| Roessleria (con Hirpicium linearifolium e altre specie) \| \| \| \| |
|  | |
|  | Gorteria (con Hirpicium diffusum e altre specie)                                                                                                |
|  | |
|  | Berkheyopsis (con Hirpicium echinus e altre specie)                                                                                             |
|  | |
|  | Roessleria (con Hirpicium linearifolium e altre specie)                                                                                         |
|  | |

|  | Berkheyopsis (con Hirpicium echinus e altre specie)     |
|  |                                                         |
|  | Roessleria (con Hirpicium linearifolium e altre specie) |
|  |                                                         |

Le varie specie di questo genere vengono così ridistribuite:
- Genere Gorteria:

- Gorteria antunesii (O.Hoffm.) Stångb. & Anderb. (sinonimo = Hirpicium antunesii)
- Gorteria angustifolia  (O.Hoffm.) Stångb. & Anderb.  (sinonimo = Hirpicium angustifolium)
- Gorteria beguinotii  (Lanza) Stångb. & Anderb.  (sinonimi = Hirpicium beguinotii e  Hirpicium diffusum )
- Gorteria gracilis  (O.Hoffm.) Stångb. & Anderb.  (sinonimo = Hirpicium gracile )

- Nuovo genere Berkheyopsis O. Hoffm.:

- Berkheyopsis echinus (Less.) O.Hoffm (sinonimo = Hirpicium echinus)

- Nuovo genere Roessleria Stångb. & Anderb.:

- Roessleria armerioides  (DC.) Stångb. & Anderb.  (sinonimo = Hirpicium armerioides )
- Roessleria bechuanensis  (S.Moore) Stångb. & Anderb.  (sinonimo = Hirpicium bechuanense)
- Roessleria gazanioides  (Harv.) Stångb. & Anderb.  (sinonimo = Hirpicium gazanioides )
- Roessleria linearifolia  (Bolus) Stångb. & Anderb.  (sinonimo = Hirpicium linearifolium )
- Roessleria gorterioides  (Oliv. & Hiern) Stångb. & Anderb.  (sinonimo = Hirpicium gorterioides )

La specie Hirpicium integrifolium non è considerata nella ricerca in riferimento.
Il numero cromosomico delle specie di questo gruppo è: 2n = 10.

### Elenco delle specie
Per questo genere sono assegnate le seguenti 12 specie:
- Hirpicium angustifolium (O.Hoffm.) Roessler
- Hirpicium antunesii  (O.Hoffm.) Roessler
- Hirpicium armerioides  (DC.) Roessler
- Hirpicium bechuanense  (S.Moore) Roessler
- Hirpicium beguinotii  (Lanza) Cufod.
- Hirpicium diffusum  (O.Hoffm.) Roessler
- Hirpicium echinus  Less.
- Hirpicium gazanioides  (Harv.) Roessler
- Hirpicium gorterioides  (Oliv. & Hiern) Roessler
- Hirpicium gracile  (O.Hoffm.) Roessler
- Hirpicium integrifolium  Less.
- Hirpicium linearifolium  (Bolus) Roessler